# 当康

圖出自《古今圖書集成·博物彙編·禽蟲典·第一百二十四卷》。

當康，又稱作牙豚，是中國古代神話傳說中的神獸之一，是一種兆豐穰的瑞獸。栖息在山中有獠牙的猪，叫声像在叫自己的名字。在《山海經·東次四經》有所記載。